# Грибков Михайло Петрович
Михайло Петрович Грибков (нар. 2 вересня 1909, село Дуван, тепер Башкортостану, Російська Федерація — 14 січня 1964, місто Москва) — радянський діяч, 2-й секретар ЦК КП Латвії, голова Куйбишевського облвиконкому. Член Бюро ЦК КП Латвії в 1960—1963 роках. Член Центральної Ревізійної комісії КПРС у 1961—1964 роках. Депутат Верховної Ради СРСР 5—6-го скликанm.

## Життєпис
Народився в родині сільських вчителів. З 1922 року наймитував у заможних селян Сибірського краю.
У 1926—1928 роках навчався в Красноярській школі робітничої молоді.
У 1928—1930 роках — завідувач агітаційно-пропагандистського відділу районного комітету ВЛКСМ у Сибірському краї.
У 1930 році закінчив курси тваринників, працював техніком-тваринником колгоспу.
У 1930—1934 роках — студент зоотехнічного факультету Омського сільськогосподарського інституту імені Кірова.
У 1934—1937 роках — зоотехнік, старший зоотехнік, головний зоотехнік, заступник директора Чембаркульского молочно-м'ясного радгоспу Саргатського району Омської області.
У 1937—1939 роках — начальник відділу тваринництва Омського обласного управління сільського господарства.
Член ВКП(б) з 1939 року.
У 1939 році — заступник директора Омського м'ясо-молочного тресту радгоспів.
У 1939—1940 роках — у Червоній армії, учасник радянсько-фінської війни. У 1940 році закінчив курси політичного складу Сибірського військового округу в місті Красноярську.
У 1940—1941 роках — інструктор, заступник завідувача сільськогосподарського відділу Омського обласного комітету ВКП(б).
У липні 1941 — серпні 1945 року — в Червоній армії, учасник німецько-радянської війни. Служив заступником начальника штабу із політичної частини 10-ї гвардійської Кубанської козачої дивізії, заступником начальника із політичної частини польового евакуаційного пункту № 161 Управління госпіталів 5-ї Ударної армії. Був тричі поранений, мав контузію. Після демобілізації за станом здоров'я, повернувся до міста Омська.
У 1945—1947 роках — заступник завідувача відділу кадрів Омського обласного комітету ВКП(б).
У 1947—1949 роках — секретар Омського міського комітету ВКП(б).
У 1949—1956 роках — в апараті ЦК ВКП(б) (КПРС).
У 1952 році закінчив заочно Вищу партійну школу при ЦК ВКП(б).
У січні 1956 — вересні 1958 року — голова виконавчого комітету Куйбишевської обласної ради депутатів трудящих.
У 1958—1960 роках — завідувач групи сільського господарства і заготівель Ради міністрів Російської РФСР.
27 січня 1960 — 19 березня 1963 року — 2-й секретар ЦК КП Латвії.
У 1963 — 14 січня 1964 року — інспектор ЦК КПРС.
Помер 14 січня 1964 року. Похований на Новодівочому цвинтарі Москви.

## Звання
- майор

## Нагороди
- орден Леніна (.01.1957)
- орден Вітчизняної війни І ст. (16.03.1943)
- орден Вітчизняної війни ІІ ст. (2.09.1944)
- орден Червоної Зірки (27.10.1943)
- медаль «За оборону Москви»
- медаль «За оборону Кавказу»
- медаль «За визволення Варшави»
- медаль «За перемогу над Німеччиною у Великій Вітчизняній війні 1941—1945 рр.»
- медаль «За трудову доблесть»
- медалі